# Manuel de Molina
Manuel de Molina (Madrid, c. 1620 -1660), fue un pintor barroco español. 
Es Lázaro Díaz del Valle, que debió de tratarlo, quien proporcionó las noticias biográficas recogidas luego por Ceán Bermúdez: hijo de Francisco de Molina y de Catalina González, burgaleses, comenzó su formación en el taller de Eugenio Cajés (1575-1634). A los catorce años, al morir Cajés, quedó sin maestro, pero «llevado de su afición, tomando de unos y de otros, y copiando de los mejores, llegó a pintar con acierto muchas obras para sujetos particulares de Madrid, donde residía con estimación y buen nombre en 1658», año en que Díaz del Valle redactó sus notas. Murió en la casa que tenía arrendada en la calle de Toledo y fue enterrado el 23 de julio de 1660 en la parroquia de San Justo y Pastor.
Aunque de Manuel de Molina no se conocían obras públicas, Antonio Ponz advirtió su firma en el cuadro de la Muerte de san José que ocupaba un altar colateral de la iglesia del convento de los Capuchinos de la Paciencia de Madrid, pareja de una Muerte de san Francisco firmada por Pedro de Baena, obras ambas, según decía, de mediano mérito. El catálogo del Museo del Prado de 1865, con obras procedentes del Museo de la Trinidad, atribuía a Miguel de Molina un Cristo crucificado descrito en el inventario de este último como «Jesucristo en el Calbario al pie de la Cruz el mundo la Calavera y la Serpiente alada con una cadena». Depositado en 1884 en el Convento de Santa Isabel, resultó destruido al ser incendiado el convento en julio de 1936.